# Cybaeus montanus
Cybaeus montanus är en spindelart som beskrevs av Maurer 1992. Cybaeus montanus ingår i släktet Cybaeus och familjen vattenspindlar. Inga underarter finns listade i Catalogue of Life.